# Tabernacle
Tabernacle är en ort i Saint Kitts och Nevis. Den ligger i parishen Saint John Capisterre, på ön Saint Kitts i den norra delen av landet, 11 km norr om huvudstaden Basseterre. Tabernacle ligger 71 meter över havet och antalet invånare är 839.